# Philipp Rosenthal (Schauspieler)
Philipp Robert Rosenthal (* 1993 in Houston, Texas) ist ein deutscher Schauspieler.

## Leben
Philipp Rosenthal war nach dem Abitur Bassist in der Bluesband „NotReally“. Sein Schauspielstudium absolvierte er von 2014 bis 2017 an der Theaterakademie August Everding in München.
Nach Abschluss seiner Ausbildung hatte er verschiedene Theaterengagements. In der Spielzeit 2017/18 trat er am Metropoltheater München auf. Ab 2018 hatte er regelmäßige Engagements am Tiroler Landestheater. In der Spielzeit 2018/19 spielte er dort den Pinocchio im gleichnamigen musikalischen Kinderstück. In der Spielzeit 2019/20 war er dort der Jim Knopf in der Weihnachtsproduktion Jim Knopf und Lukas der Lokomotivführer. Außerdem hatte er als pubertierender Filius Vincent, den er „trotzig-naiv“ anlegte, eine der Hauptrollen in der österreichischen Erstaufführung des Schauspiels Stück Plastik von Marius von Mayenburg.
2018 und 2019 gastierte er neben Dennis Herrmann, Roland Riebeling, Bettina Hauenschild, Brigitte Grothum, Jens Schäfer, Uwe Dag Berlin, Robert Joseph Bartl und Martin Semmelrogge bei den Bad Hersfelder Festspielen als Sam in der Travestierolle der Julia in der Produktion Shakespeare in Love unter der Regie von Antoine Uitdehaag.
In der Spielzeit 2021/22 gastierte er am Landestheater Coburg als Schuhputzer Dick Tipton in der Weihnachtsinszenierung Der kleine Lord und als Laertes, Güldenstern und 2. Totengräber in Hamlet. Seit der Spielzeit 2022/23 gehört er zum festen Ensemble des „Jungen Theaters Plauen-Zwickau“ (JUPZ!), wo er u. a. unter der Regie von Brian Völkner in Nuran David Calis’ Fassung von Frühlings Erwachen den pubertierenden Moritz Stiefel spielt.
Außerdem stand er in einigen Film- und TV-Produktionen vor der Kamera. In der ZDF-Serie SOKO München war er erstmals 2017 als „missratener“ Sohn an der Seite von Jean-Luc Bubert und Stephanie Eidt zu sehen. In der 34. Staffel von SOKO München (2020) übernahm er in der Krimiserie eine Episodenhauptrolle als tatverdächtiger Kunststudent Tim Hasse.
Philipp Rosenthal besitzt neben der deutschen auch die US-Staatsbürgerschaft und verfügt über eine Arbeitserlaubnis für die USA (Greencard). Er lebt in Plauen.

## Filmografie (Auswahl)
- 2017: SOKO München: Querschnitt (Fernsehserie, eine Folge)
- 2018: Es war gut aber das ist besser (Kurzfilm)
- 2018: Hit and Run (Webserie)
- 2020: SOKO München: Ein kunstvoller Tod (Fernsehserie, eine Folge)
- 2020: Freund oder Feind. Ein Krimi aus Passau (Fernsehreihe)
- 2022: Der Alte: Tod am Kliff (Fernsehserie, eine Folge)